# La bella Dorotea
La bella Dorotea es una obra de teatro escrita por Miguel Mihura y estrenada en el Teatro de la Comedia de Madrid el 24 de octubre de 1963.

## Argumento
La máxima aspiración de Dorotea, hija de un cacique rural, es contraer matrimonio. Sin embargo, todos sus intentos se frustran por las habladurías de los vecinos que se aprestan a acusar al pretendiente de cortejar a la joven solo por su dinero. En un último intento, Dorotea es abandonada en el altar mismo. La muchacha, desesperada por su situación, decidirá no volver a quitar su vestido de novia y comenzar a deambular por el pueblo, removiendo la conciencia de sus vecinos.

## Personajes
- Dorotea
- Benita
- Inés
- Remedios
- Don Manuel
- Doña Rita
- Rosa
- Juan
- José

## Representaciones destacadas
- Teatro (estreno, en 1963). Intérpretes: Susana Canales, Ángel Picazo, Elena María Tejeiro, Isabel Pallarés, Emilio Laguna, Encarna Paso, Ana María Ventura.
- Televisión (17 de octubre de 1967, en el espacio de TVE Estudio 1). Intérpretes: Nuria Torray, Jesús Puente, Manuel Alexandre, Luchy Soto, Charo Soriano, Terele Pávez, Carmen Fortuny
- Televisión (18 de mayo de 1973, en Estudio 1). Adaptación, dirección y realización: Alberto González Vergel. Intérpretes: María Fernanda D'Ocón, Antonio Casal, Rafael Arcos, Laly Soldevila, Joaquín Roa, María Luisa Rubio, María Esperanza Navarro, María Jesús Lara y Julia Trujillo.
- Televisión (20 de febrero de 1981, en Estudio 1). Intérpretes: Maite Blasco, Fernando Delgado, Francisco Cecilio, Ana María Ventura, Maite Brik, José Riesgo.
- Teatro (1993). Intérpretes: Concha Goyanes, Pastor Serrador, Mara Goyanes, Cristina Reparaz, Mercedes Resino.
- Teatro (2006). Intérpretes: Victoria Vera, María Garralón, Juan Carlos Martín, David Areu.
- Teatro (2022). Teatro Español Intérpretes: Manuela Velasco, Raúl Fernández de Pablo, Rocío Marín, César Camino, Mariona Terés, María José Hipólito y Belén Ponce de León.

## Premios
- Premio Nacional de Literatura Miguel Mihura.